# Aravus
Aravus là một đô thị thuộc tỉnh Syunik, Armenia. Dân số ước tính năm 2011 là 184 người.